# Dějiny Koreje
Dějiny Koreje jsou, v moderním pojetí dějin, dějinami Koreje od pravěku přes rok 1948, kdy došlo k rozštěpení území Koreje mezi Korejskou republiku a Korejskou lidově demokratickou republiku, až do moderní doby.
Korejský poloostrov byl obýván v období starého paleolitu asi před 400–700 tisíci lety. Nejstarší známá korejská keramika se datuje kolem roku 8000 př. n. l. a neolit v Koreji začal v roce 6000 př. n. l. s příchodem zemědělství. Následovala doba bronzová kolem 800 př. n. l. a doba železná 400 př. n. l.
Podle mytického příběhu v knize Samguk Jusa bylo nejstarší království Kočoson (Starý Čoson) založeno v roce 2333 př. n. l. v severní Koreji a Mandžusku. Království Kidža Čoson bylo založeno ve 12. století př. n. l., nicméně jeho existence zůstává sporná. V jižní části korejského poloostrova byl ve 3. století př. n. l. založen stát Čin. Kidža Čoson byl ve 2. století př. n. l. nahrazen státem Üman Čoson, který na konci století podlehl čínské dynastii Chan. Tím skončilo období Kočoson a nastalo období malých, válčících států zvané období raných korejských království, které trvalo po zbytek doby železné.
V období od 1. století n. l. ovládla celý korejský poloostrov a Mandžusko tři království: Kogurjo, Silla a Pekče. Toto období se nazývá období tří království, trvalo od 57 př. n. l. do roku 668 a skončilo ovládnutím všech tří království Sillou v roce 676. Tím vznikla Sjednocená Silla. V roce 698 Te Čo-jong (král Ko) založil království Parhe v severní části bývalého království Kogurjo. Toto období koexistence Sjednocené Silly a Parhe se nazývá období severního a jižního státu a trvalo od roku 698 do roku 926.
V pozdním 9. století se Sjednocená Silla rozdělila na pozdní tři království (Silla, Pozdní Pekče, Pozdní Kogurjo). Toto období trvalo v letech 892–936 a bylo ukončeno sjednocením všech tří států králem Wang Konem (posmrtné jméno Tchädžo) pod dynastií Korjo. Parhe bylo v roce 926 dobyto Kitany (dynastie Liao) a uprchlíci včetně korunního prince Te Kwang-hjona emigrovali do Korja. V období dynastie Korjo byly kodifikovány zákony, byl zaveden systém státní služby a kultura ovlivněná buddhismem vzkvétala.
V roce 1392 I Song-kje (Tchädžo) založil novou dynastii a přejmenoval stát z Korjo na Čoson po převratu v roce 1388. Král Sedžong Veliký provedl četné administrativní, sociální a ekonomické reformy a nechal vytvořit hangul, původní korejskou hláskovou abecedu, kterou Korejci používají dodnes.
Od 16. století čelila dynastie Čoson četným invazím, vnitřním rozbrojům a vzpourám a v pozdním 19. století její moc značně upadla. V roce 1897 vzniklo Korejské císařství, které ale trvalo pouhých 13 let, než bylo v roce 1910 okupováno po koloniích lačnícím Japonskem.
V roce 1919 se uskutečnilo nenásilné hnutí 1. března jako protest proti japonské okupaci a odpor trval až do osvobození v roce 1945. V roce 1948 se Korea rozdělila podle 38. rovnoběžky na komunistickou Severní Koreu a demokratickou Jižní Koreu. Napětí mezi oběma státy vyústilo v roce 1950 v korejskou válku, která měla na svědomí smrt milionů Korejců. Boje skončily v roce 1953 a bylo vytvořeno korejské demilitarizované pásmo, ale obě země jsou formálně stále ve válečném stavu. Obě země byly přijaty do OSN v roce 1991.

## Prehistorie, Kočoson a stát Čin

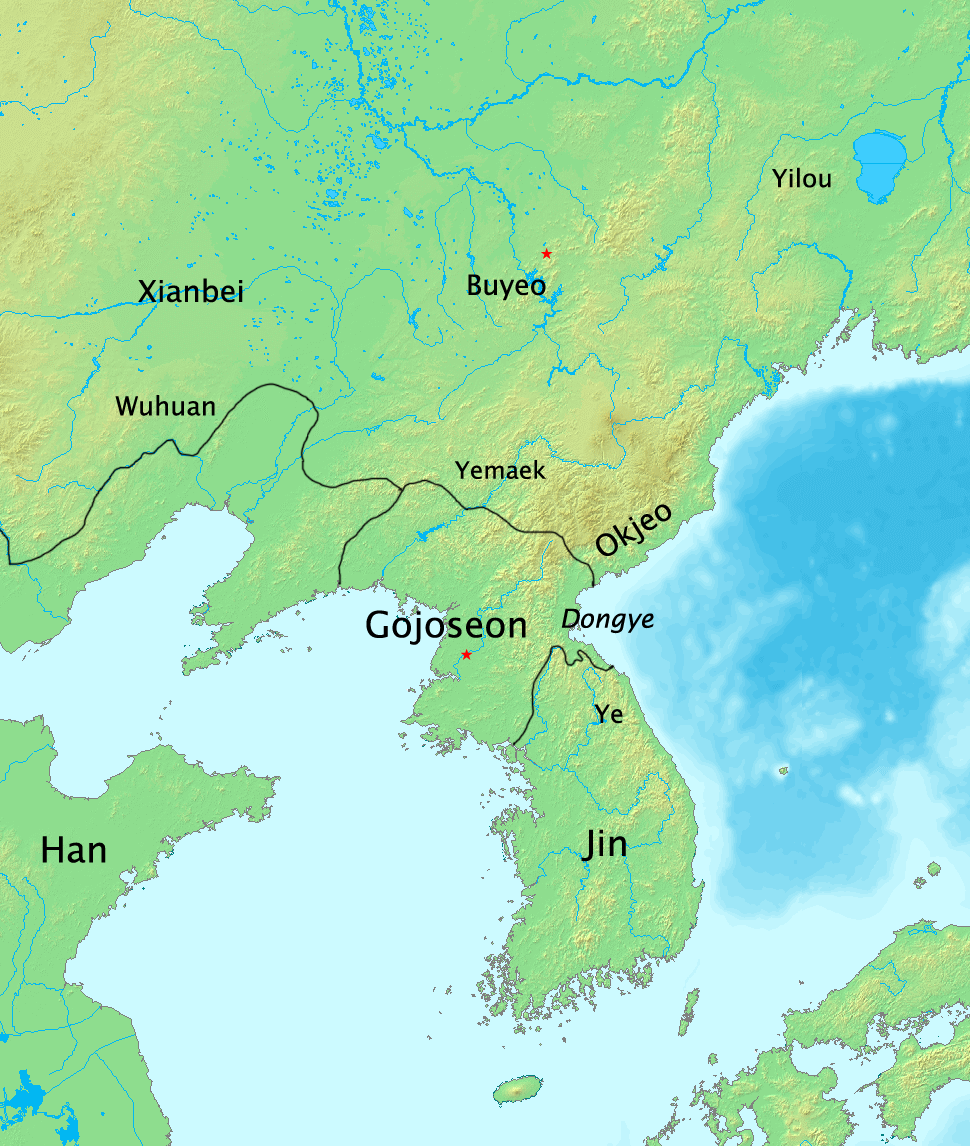
Korea v roce 108 př. n. l.

Z korejského poloostrova nejsou známy žádné určité nálezy Homo erectus, ačkoli některé kosterní pozůstatky jsou jim přisuzovány. Z doby před asi půl milionem let je známo množství nálezů. Nepředpokládá se, že by tito paleolitičtí obyvatelé měli nějaký vztah k dnešním Korejcům.

### Období čulmunské keramiky
Nejstarší korejská keramika se objevila před asi 8000 lety a nazývá se podle svých vzorů – čulmun znamená korejsky „plástvovitý vzor“. Byla nalezena např. na ostrově Čedžu.

### Období mumunské keramiky
Mumunská keramika se vyskytovala 1500-300 př. n. l. a tito obyvatelé byli usedlí zemědělci, pěstovali rýži na rýžových polích.

### Kočoson a stát Čin
Kočoson (Starý Čoson) byl prvním korejským královstvím. Nacházel se na severu poloostrova, zatímco na jihu se nacházel stát Čin. Zakladatelský mýtus zaznamenaný v knize Samguk Jusa (1281) a jiných středověkých knihách praví, že Kočoson byl založen v roce 2333 př. n. l. Tangunem, synem nebes. Tento mýtus hrál později důležitou roli ve vývoji korejské národní identity.
Prvním historicky doloženým korejským královstvím je Kidža Čoson, který byl založen ve 12. století př. n. l. potomkem dynastie Šang Kidžou (činsky 箕子 Ťi-c'). Kidža Čoson je zmiňován v několika čínských kronikách, jako např. Zápisky historika. Existence Kidža Čosonu a jeho role v korejské historii se nicméně ve 20. století stala předmětem sporů.
Z tohoto období máme pouze informace zvenčí, protože vyspělá čínská civilizace si vedla záznamy po mnohem delší dobu a Korejci přejali čínské písmo teprve kolem 4. století n. l. Starý Čoson byl poprvé zmíněn v čínských kronikách na počátku 7. století př. n. l. a ve 4. století př. n. l. už byla jeho existence v Číně dobře známa. Kolem 4. století př. n. l. se jeho hlavní město přesunulo do Pchjongjangu.
V roce 194 př. n. l. král Čun uprchl do státu Čin po převratu zorganizovaném Ümanem, který založil novou dynastii, Üman Čoson. Později, v roce 108 př. n. l., čínská dynastie Chan porazila Čunova vnuka Uga a připojila Kočoson k čínské říši jako „čtyři komanderie Chan“. V průběhu dalšího století měli Číňané v Koreji značný vliv a komanderie Le-lang přetrvala 400 let, než byla dobyta Kogurjem.
Kolem roku 300 př. n. l. vznikl v jižní části korejského poloostrova stát Čin. O něm je známo jen málo, ale víme, že navázal vztahy s chanskou Čínou a obchodoval s Japonskem v období Jajoi. Kolem roku 100 př. n. l. se Čin rozpadl na kmenový svaz Samhan.
Na bývalém území Kočosonu vzniklo mnoho menších států, jako např. Pujo, Okčo, Tongje, Kogurjo a Pekče. Tři království označují Kogurjo, Sillu a Pekče, ačkoli Pujo a Kaja existovaly až do 5., resp. 6. století n. l.

## Raná království Koreje

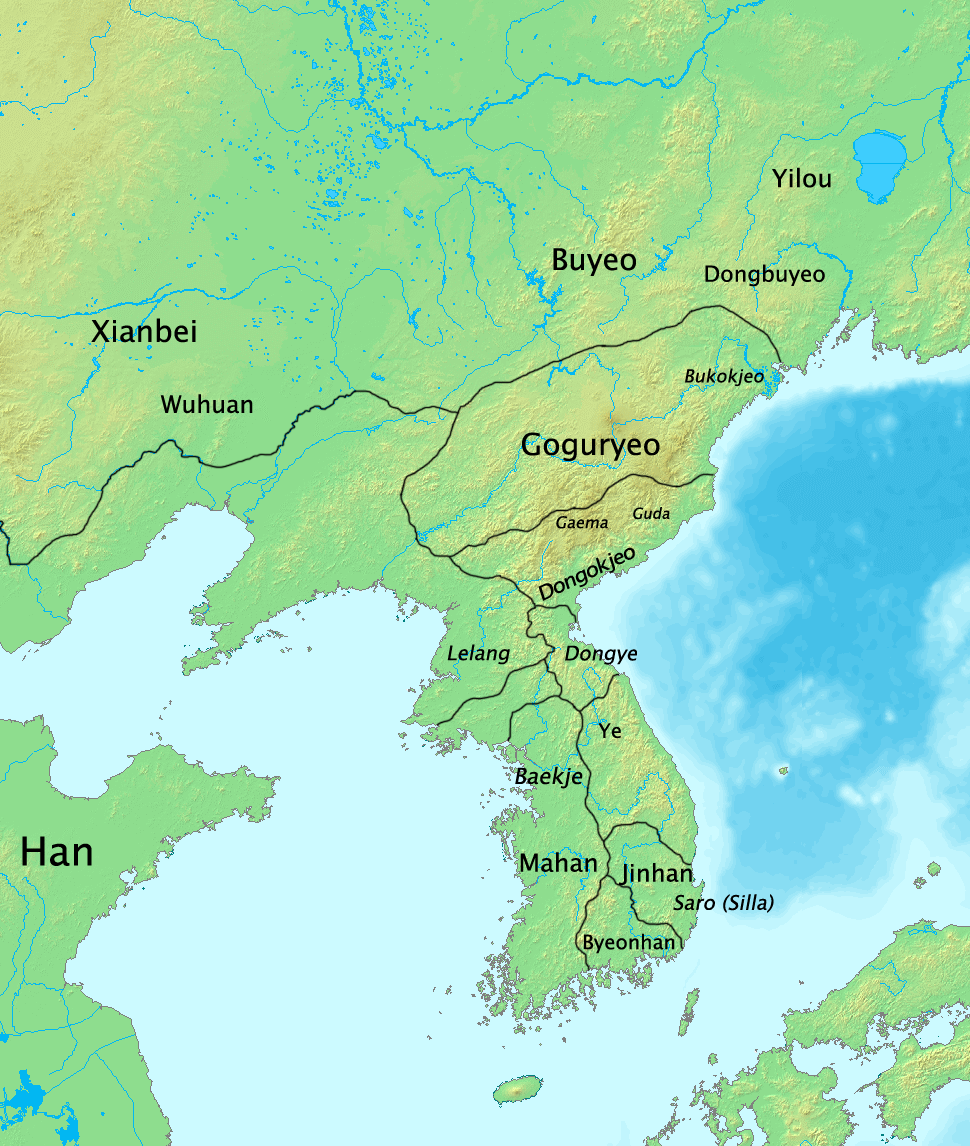
Raná království cca 1 n. l.

Období raných království Koreje, v Koreji nazývané Období několika států (열국시대), je obdobím po pádu Kočosonu a před vzestupem tří království Koreje – Kogurja, Silly a Pekče. Zahrnuje množství států, které vznikly na území bývalého Kočosonu. Mezi největší a nejvlivnější z těchto států patřilo Pujo a Tongpujo.

### Pujo a ostatní severní státy
Po pádu Kočosonu vzniklo království Pujo v dnešní Severní Koreji a jižním Mandžusku a trvalo zhruba od 2. století př. n. l. do roku 494. Jeho zbytky byly pohlceny Kogurjem v roce 494 a Kogurjo i Pekče, dvě ze tří království Koreje, se považovaly za jeho nástupce.
Ačkoli historických záznamů je málo a jsou nepřesné, domnívají se historici, že v roce 86 př. n. l. se od Puja oddělilo Tongpujo (Východní Pujo) a proto je po této události Pujo někdy nazýváno Pukpujo (Severní Pujo). Čolpon Pujo byl státeček, který byl předchůdcem Kogurja, a v roce 538 je Pekče zmíněno jako Nampujo (Jižní Pujo).
Okčo byl kmenový stát, který se nacházel na severu korejského poloostrova a také vznikl po pádu Kočosonu. Okčo nedostalo příležitost se příliš rozvinout, stalo se vazalem Kogurja a nakonec ho ve 5. století dobyl Kwanggetcho Veliký z Kogurja.
Tongje bylo malé království, které se také nacházelo na severu korejského poloostrova. Hraničilo o Okčem a stejně jako ono vzniklo po pádu Kočosonu a bylo dobyto Kogurjem.

### Samhan
Sam han (삼한, 三韓) označuje tři svazy, z nichž každý se skládal z mnoha malých státečků: Mahan, Pjonhan a Činhan. Tyto svazy se nacházely v jižní části korejského poloostrova na území dřívějšího státu Čin. Náboženství (šamanismus) zde bylo důležité. Mahan byl největší, skládal se z 54 státečků a měl dominantní politické, ekonomické a kulturní postavení. Pjonhan a Činhan se skládaly každý ze 12 státečků, což znamená, že Samhany měly celkem 78 státečků. Dobyty byly ve 4. století Pekče, Sillou a Kajou.

## Tři království Koreje

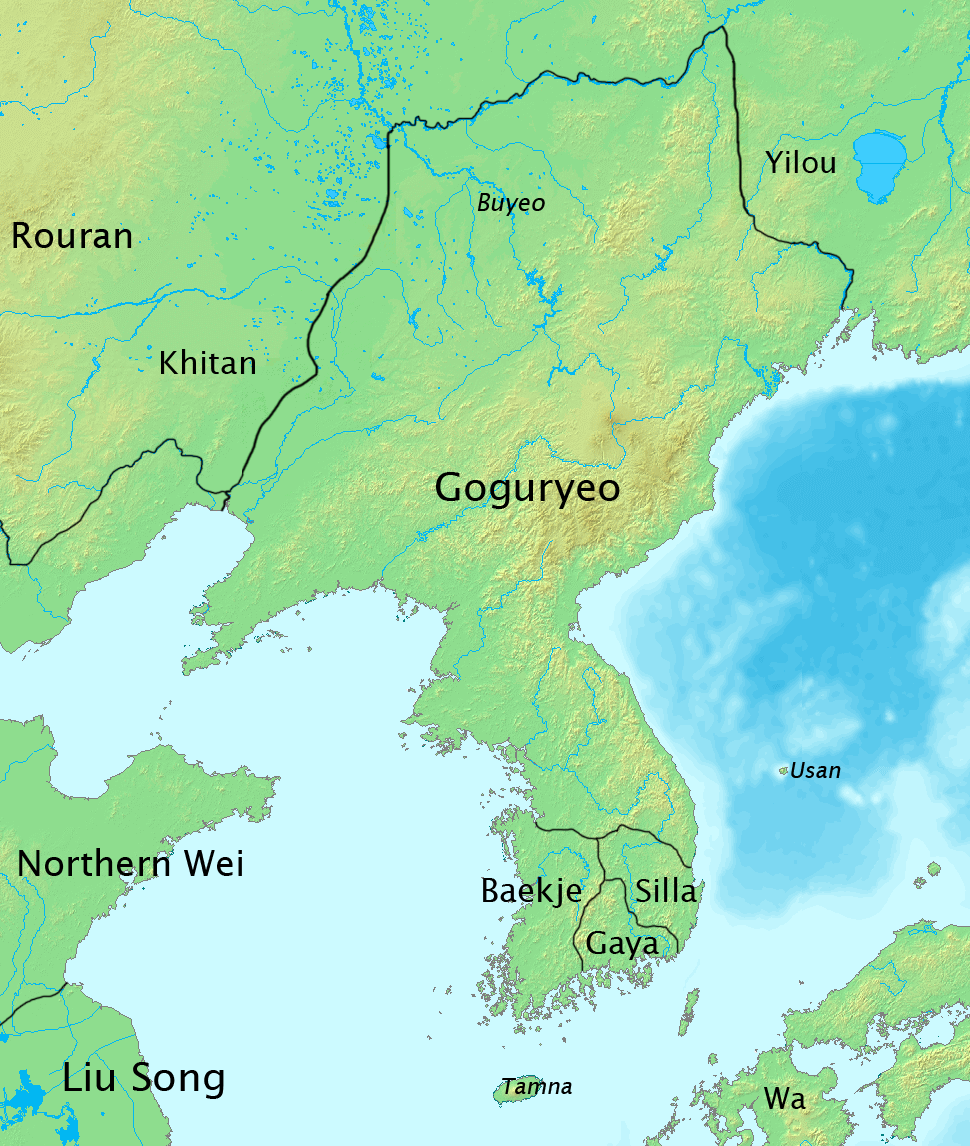
Kogurjo ve svém největším rozsahu v roce 476. Kmenový svaz Kaja (Gaya) je na samém jihu poloostrova.

### Kogurjo
Kogurjo bylo založeno v roce 37 př. n. l. Čumongem (posmrtné jméno Tongmjong). V pozdější době král Tchedžo centralizoval vládu. Kogurjo bylo prvním korejským královstvím, které přijalo buddhismus – stalo se tak v roce 372 za vlády krále Sosurima. Kogurjo dosáhlo vrcholu v 5. století, kdy král Kwanggetcho Veliký a jeho syn, král Čangsu, rozšířili území Kogurja na téměř celé Mandžusko, část dnešního Mongolska a dobyl oblast dnešního Soulu na Pekče. Oba panovníci dosáhli významných vítězství proti Pekče a Sille.
Kogurjo později zvládlo odrazit mohutnou čínskou invazi dynastie Suej v letech 598 – 614 a tato porážka také přispěla k pádu dynastie Suej. Další dynastie Tchang se také dlouhou dobu pokoušela Kogurjo dobýt, ale neúspěšně.
Vleklé boje proti Číně nicméně Kogurjo vyčerpaly a oslabily. Po vnitřních rozbrojích padlo v roce 668 spojeným silám dynastie Tchang a Silly.

### Pekče
Pekče bylo založeno v roce 18 př. n. l. králem Ondžem. Čínská Kronika tří království zmiňuje Pekče jako člena svazu Mahan v oblasti řeky Han (kolem dnešního Soulu). Expandovalo na jihozápad a stalo se významnou politickou a vojenskou mocností. Současně svádělo tuhé boje o území s Kogurjem a čínskými komanderiemi.
Na svém vrcholu ve 4. století pohltilo všechny státy Mahanského svazu a ovládlo většinu západního korejského poloostrova. Pekče mělo díky svým kontaktům s čínskou civilizací přístup k čínské kultuře a technologiím a hrálo zásadní roli v přenosu různých kulturních výdobytků do Japonska, jako např. čínské písmo, buddhismus, železo, pokročilá keramika a ceremoniální pohřby.
Pekče bylo poraženo v roce 660 koalicí Silly a dynastie Tchang. Královský dvůr pak uprchl do Japonska, kde dále obohatil tamější kulturu.

### Silla
Podle legendy historie Silly začala sjednocením šesti knížectví v Činhanském svazu králem Pakem Hjokkose v roce 57 př. n. l.. Její území zahrnovalo současné přístavní město Pusan.
Památky z období Silly ukazují, že na ně působil vliv nomádů ze severních stepí a že Čína měla menší kulturní vliv než v sousedních královstvích Pekče a Kogurjo. Silla rychle expandovala, obsadila celé povodí řeky Nakdong a sjednotila městské státy.
Ve 2. století byla Silla již velký, stále se rozšiřující stát, a získala více moci, když v roce 562 obsadila kmenový svaz Kaja. Silla často čelila tlaku ze strany Kogurja, Pekče a Japonska, a často vedla válku proti oběma korejským státům.
V roce 660 král Mujol nařídil vojskům Silly zaútočit na Pekče. Generál Kim Ju-sin s pomocí sil dynastie Tchang dobyl Pekče. V roce 661 Silla zaútočila na Kogurjo, ale byla odražena. Král Munmu, syn Mujola a synovec Kima Ju-sina, vytáhl na Kogurjo v roce 667 a Kogurjo dobyl následujícího roku.

### Kaja
Kaja se tradičně neřadí ke třem korejským královstvím, ačkoli přetrvala dlouhou dobu, od roku 42 do roku 562. Kaja byl svaz malých knížectví v údolí řeky Nakdong a vznikla z Pjonhanského svazu v období Samhan. Území Kaje bylo bohaté na železo, takže Kaja vyvážela železné nástroje. V raném období byla Kaja řízena městským státem zvaným Kumgwan Kaja v oblasti dnešního Kimhe. Později se těžiště moci přesunulo do státu Tegaja v oblasti dnešního Korjongu.
Kvůli tlaku ze stany sousedních království Kaja vždy zůstala kmenovým svazem a nikdy se nevyvinula v centralizované království. V roce 562 byla dobyta Sillou.

## Období severního a jižního státu
Období severního a jižního státu označuje období, kdy Silla (jižní stát) kontrolovala většinu korejského poloostrova, zatímco Parhe (severní stát) expandovalo do Mandžuska.

### Sjednocená Silla
Král Munmu byl prvním vládcem panujícím téměř celému Korejskému poloostrovu. Proto od roku 668 království Silla nazýváme Sjednocená Silla. Po poražení Kogurja musela Silla z dobytého území ještě vytlačit Číňany — své bývalé spojence. V roce 671 získala plnou kontrolu nad územím dřívějšího Pekče. Roku 676 byly jednotky Tchangů po několika bitvách donuceny k ústupu. Nakonec Číňané i formálně přemístili své místodržitelské úřady mimo území Korejského poloostrova a fakticky uznali nadvládu Silly nad celým poloostrovem.
Za Sjednocení Silly vzkvétalo umění a buddhismus se stal významnou částí korejské kultury. Právě v této době byly postaveny stavby jako buddhistický klášter Pulguksa a poustevna Sokkuram.
Silla začala zažívat politické potíže v 8. století, což ji hodně oslabilo. Rebelové obnovili Pekče jako Hupekče (Pozdní Pekče) a Kogurjo jako Hu Kogurjo (Pozdní Kogurjo) a tím začalo období pozdních tří království.
Sjednocená Silla přetrvala 267 let, dokud se poslední král Kjongsun nevzdal Korju v roce 935.

### Parhe

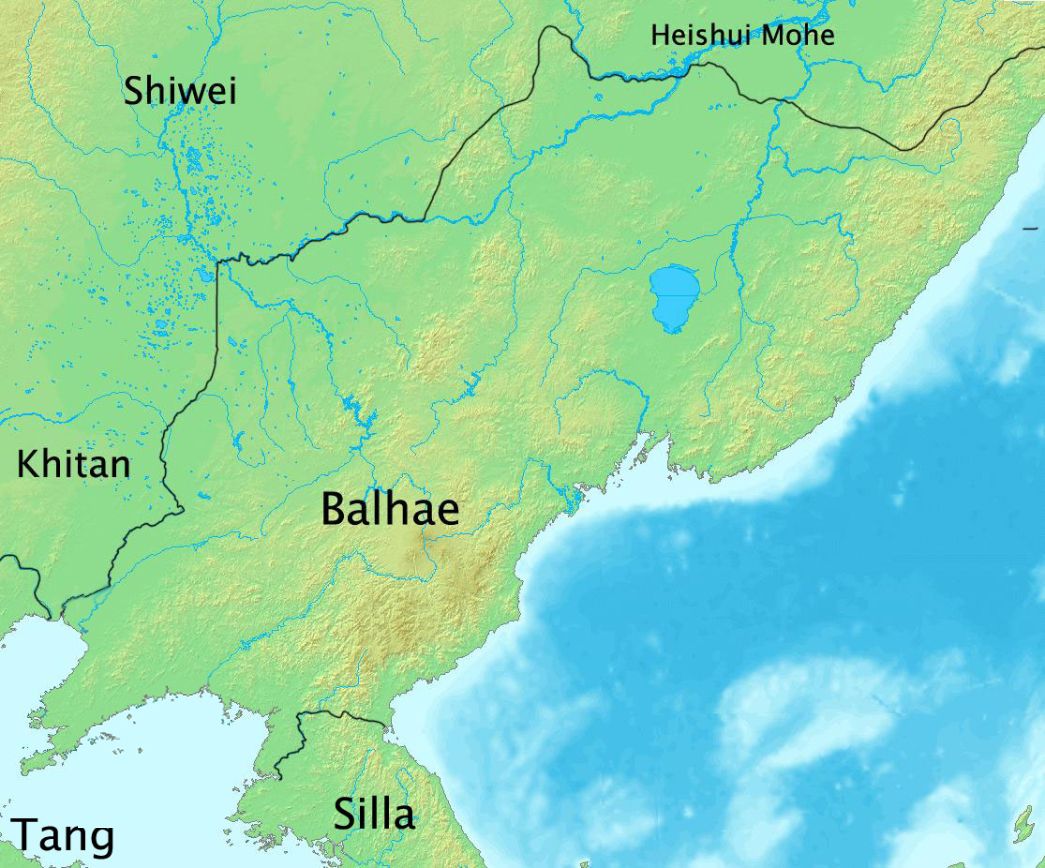
Území Parhe v roce 830 – kontrolovalo pouze malou část korejského poloostrova, ale zato rozsáhlá území v Mandžusku

Parhe bylo založeno třicet let po pádu Kogurja uprchlíky z Kogurja pod vedením generála Te Čo-jonga. Kogurjo bylo předtím porobeno jiným korejským královstvím Sjednocená Silla, které se spojilo s Číňany z dynastie Tchang. V čase založení proto bylo Parhe pod silným tlakem Číny dynastie Tchang a nepřátelské vztahy mělo rovněž se Sjednocenou Sillou. Na severní hranici byla v roce 721 Sillou postavena obranná zeď. Přestože bylo Parhe obklopeno nepřátelskými státy, dokázalo ke konci 8. století natolik rozšířit své území, že zaujímalo celé severovýchodní Mandžusko a poloostrov Liao-tung. Časem se vztahy s Čínou normalizovaly a přejímání tchangských institucí a kultury mohlo pokračovat. Díky přejímání tchangské civilizace kultura v Parhe vzkvétala. Parhe však vzhledem rozdílům mezi vládnoucí vrstvou a ovládaným lidem bylo vnitřně slabé, proto také v roce 926 snadno podlehlo útoku Kitanů (polonomádské mongolské etnikum obývající část Mandžuska). Ti na dobytém území vytvořili stát dynastie Liao.

## Pozdní tři království
Pozdní tři království bylo krátké období, které trvalo v letech 892 – 936. Tato tři království byla Silla (resp. Sjednocená Silla), Pozdní Pekče (Hupekče) a Pozdní Kogurjo (Hukogurjo, samo království se nazývalo Tchebong). Tato království vznikla po oslabení moci Sjednocené Silly a následném odštěpení zbývajících dvou států.
Pozdní Kogurjo bylo založeno buddhistickým mnichem zvaným Kung Je. Kung Je byl synem Kjongmuna, krále Silly. Když byl Kung Je narozen, proroctví předpovědělo, že způsobí pád Silly, a král Kjongmun proto novorozence chtěl nechat zabít. Jeho chůva s ním ale utekla, zachránila mu život a vychovala ho. Kung Je byl ale krutý a mezi lidem nepopulární, a proto byl v roce 918 svržen svým generálem Wang Konem, zvaným Tchedžo, který přejmenoval stát na Korjo.

## Korjo

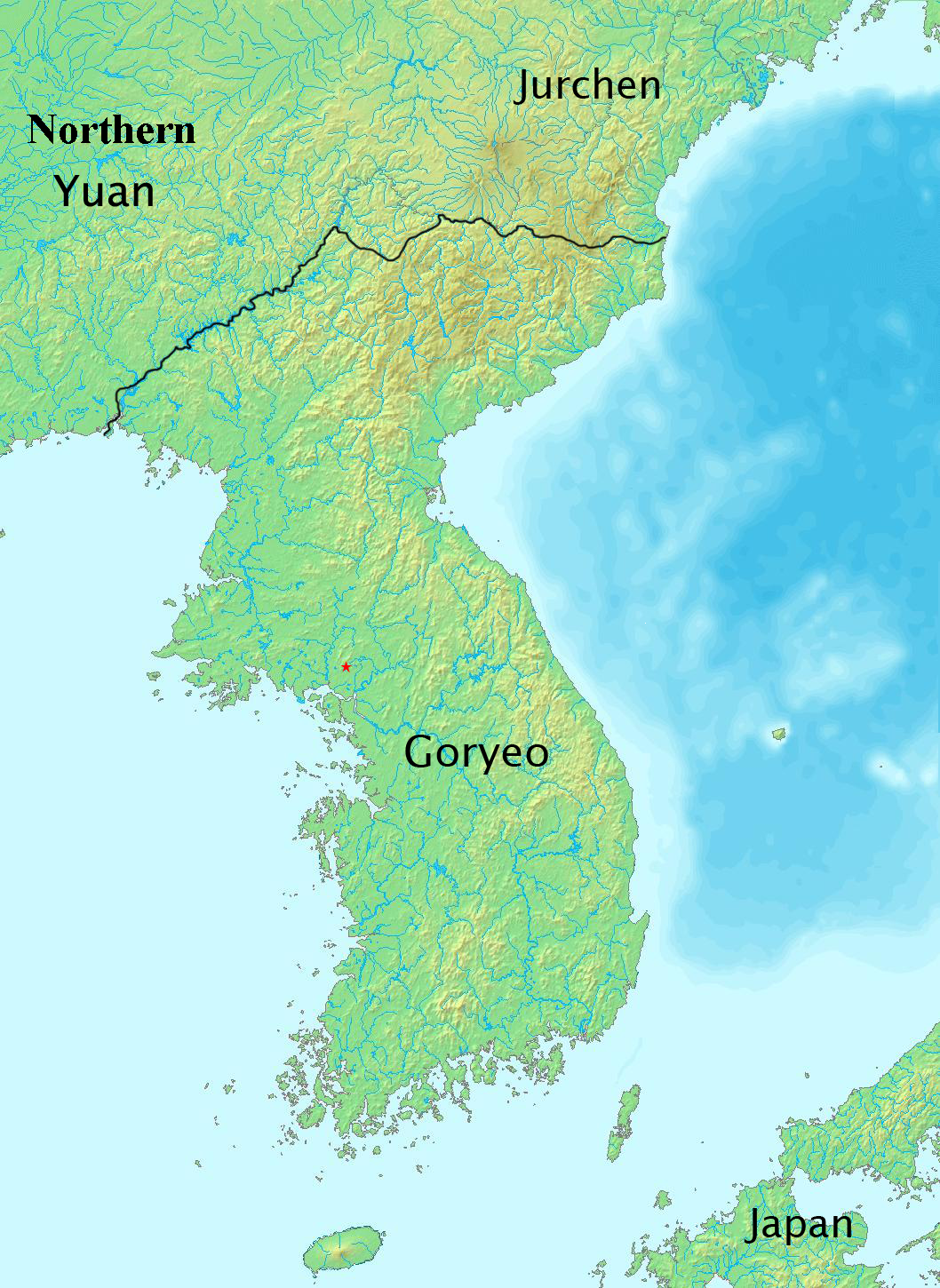
Korjo v roce 1374

Korjo bylo založeno v roce 918, v roce 935 dobylo Sjednocenou Sillu, v roce 936 Pozdní Pekče a sjednotilo tak celou Koreu. Protože zakladatel Wang Kon – král Tchedžo považoval svůj stát za nástupce Kogurja, pojmenoval ho Korjo. Korjo vládlo až do roku 1392 a z jeho názvu se odvozuje i český název Korea.
V tomto období byly kodifikovány zákony, byl zaveden systém státní služby, kultura ovlivněná buddhismem vzkvétala a rozšířila se po celém poloostrově. Byla vytvořena Korejská tripitaka (Tripitaka Coreana) na 81 258 dřevěných destičkách a poprvé došlo k tisku pohyblivými literami, nejstarší dochovaný tisk (Kniha Čikči) vznikl v období dynastie Korjo v červenci roku 1377
V roce 1231 zaútočili na Koreu Mongolové a po 25 letech bojů bylo Korjo nuceno podepsat vazalskou smlouvu. Po dalších 80 let byla Korea vazalským státem mongolské dynastie Jüan.
Kolem roku 1350 začala dynastie Jüan upadat, což dovolilo králi Kongminovi reformovat vládu. Byl nucen se vypořádat s mongolskými aristokraty a vojenskými úředníky na svém území, provést reformu pozemkového vlastnictví a zabránit rostoucímu nepřátelství mezi buddhistickými a konfuciánskými učenci.
Dynastie Korjo trvala až do roku 1392, kdy I Songkje (Tchedžo Čosonský) zorganizoval státní převrat, uchvátil moc a založil novou dynastii Čoson.

## Čoson
V roce 1392 byl korejský generál I Song-gje poslán do Číny do bojů proti dynastii Ming. Namísto toho se ale spojil s Číňany, sesadil korejského krále a sám převzal vládu v zemi (znám je dnes pod svým posmrtným jménem Tchädžo). Země dostala název Čoson („Země jitřní svěžesti“), v Evropě je známa jako dynastie I (severokorejským přepisem Ri). V roce 1394 se hlavním městem stal Hanjang-gun (dnešní Soul) a konfucianismus byl povýšen na státní náboženství.

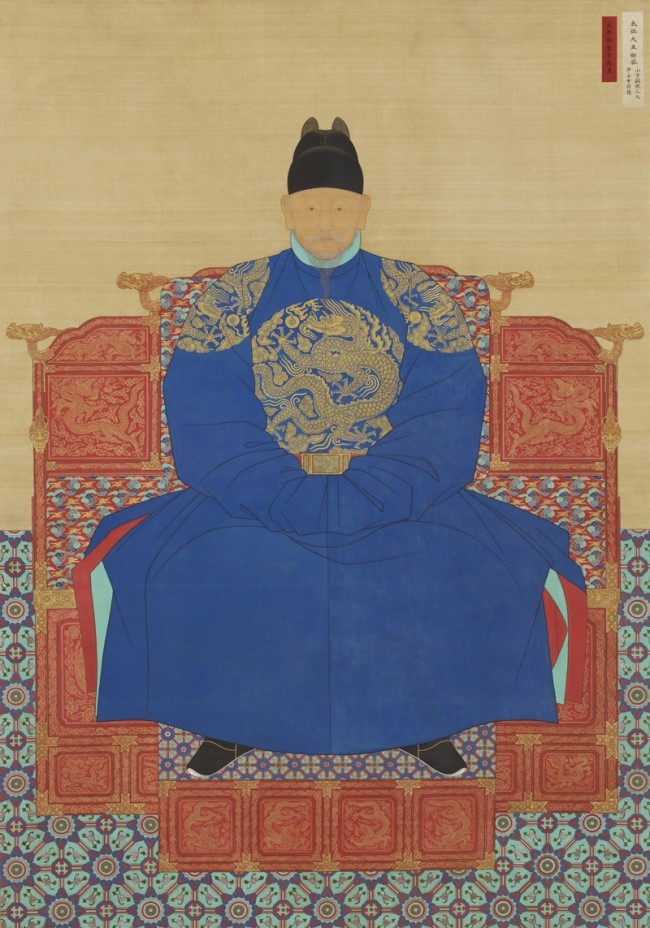
Zakladatel Čosonu, král Tchedžo

Za vlády krále Sedžonga Velikého (1418–1450) byla vynalezena korejská abeceda hangul. Čosonské království napadl japonský daimjó Hidejoši Tojotomi, který podnikl dvě invaze do Koreje v letech 1592–1598. V letech 1627–1636 byla Korea napadena Džürčeny.

### Japonská invaze do Koreje
Japonský vojevůdce a politik Hidejoši Tojotomi, který v 90. letech 16. století sjednotil pod svou vládou celou zemi, se rozhodl dobýt Koreu a mingskou Čínu.
Japonská vojska se vylodila v Koreji roku 1592. Špatně připravená korejská armáda nekladla větší odpor a Japonci rychle postupovali. Už po dvaceti dnech obsadili Soul a pokračovali dále na sever. Nicméně okupace země vyvolala vlnu lidového odporu, která přerostla v regulérní partyzánskou válku. V organizaci odporu měly velmi důležitou roli vítězství korejského námořnictva vedeného admirálem I Sun-sinem v létě a na podzim 1592. Vzchopila se i korejská pozemní armáda a navíc počátkem roku 1593 vyslali Mingové Korejcům na pomoc početný sbor v čele s generálem Li Žu-sungem. Čínsko-korejská vojska do května 1593 vytlačila většinu útočníků z Koreje. Roku 1593 Japonci souhlasili s jednáním o příměří, s cílem získat čas pro novou ofenzívu. Ale ani další invaze roku 1597 nebyla úspěšná a do konce příštího roku byli Japonci poraženi.

### Pozdější dějiny
Korea byla napadena Mandžuy v letech 1627 a 1636, což ji donutilo uznat svrchovanost Čchingské Číny. Přestože ji Korejci respektovali, přetrvávala loajalita k Mingské Číně a odpor k Mandžuům.
Od roku 1830 se Spojené státy americké pokoušejí vytvořit z Koreje svou kolonii a jejím prostřednictvím kontrolovat dění v Asii. V srpnu roku 1866 připlul ozbrojený kolesový parník Generál Sherman po řece Tedong k Pchjongjangu s úmyslem prolomit korejský izolacionismus a získat pro Američany výhodné obchodní postavení. Místní úřady však obchodování odmítly a po sérii potyček s místními obyvateli byla loď na rozkaz korejských úředníku zapálena. Což byl důvod k trestné výpravě Američanů o dva roky později. Poté museli Korejci ještě několikrát bojovat proti agresorům. Již v říjnu 1866 bylo sedm francouzských válečných lodí poraženo u ostrova Kanghwado. Mezitím se roku 1863 stal korejským králem Kodžong, poslední korejský král a první císař. V roce 1871 byla odražena zmíněná trestná výprava USA.
Poté, co se v roce 1884 rolnická armáda tonghak vzbouřila proti feudální vládě, korejská vláda požádala o pomoc čínskou dynastii Čching. Když se Japonci dozvěděli o přítomnosti čínských vojsk v Koreji, rozhodli se tam vyslat osm tisíc vojáků, pod záminkou ochrany japonských občanů žijících v Koreji. Když bylo povstání potlačeno, Čína Japonsku navrhla, aby obě vojska Koreu opustila. Japonsko to odmítlo a navrhlo Číně, že by mohli společně reformovat korejskou vnitřní správu a tak dosáhnout míru ve východní Asii. Čína to však považovala za zasahování do vnitřních záležitostí jiného státu.

## Korejské císařství

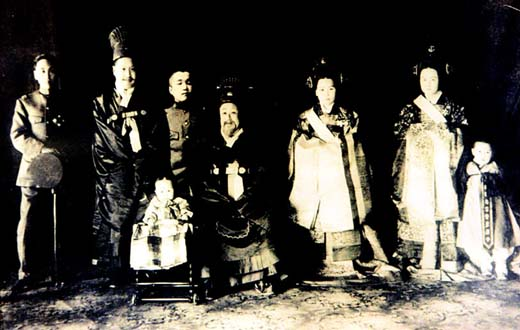
Korejská císařská rodina

V červenci 1894 napadla japonská armáda čínské loďstvo a tak vypukla japonsko-čínská válka (1894–1895). Japonci měli po celou dobu převahu díky modernějšímu vybavení a lepší disciplíně. Nedalo se očekávat nic jiného než porážka Číny. A právě v důsledku porážky Číny, mocného souseda a ochránce Koreje v říjnu roku 1897 vyhlásil král Kodžong založení nezávislého Korejského císařství (Tähan čeguk) a sám se tak povýšil na císaře, stal se tak posledním korejským králem a předposledním korejským panovníkem. Přivlastněním titulu císaře směřoval k uznání Koreje jako státu nezávislém na Číně, ale i Japonsku a to i tím, že titul korejského panovníka byl tím pádem rovný k titulu panovníků Číny a Japonska.
V roce 1902 uzavřelo Japonsko alianci s Velkou Británií, podle které Japonsko uznalo anglické zájmy v Číně a na oplátku Velká Británie uznala zájmy Japonska v Koreji. Byla to první ze tří smluv, které postupně Japonsko uzavíralo se světovými mocnostmi a připravovalo si tak půdu pro případné ovládnutí Korejského poloostrova.
Japonsko pozorně sledovalo také vzestup vlivu Ruska ve východní Asii a nemohlo mu uniknout pozvolné rozšiřování ruského carství. Japonští vůdci, zatím nepřipraveni čelit Rusům vojensky, se soustředili na své ekonomické zájmy v Koreji a přitom hledali příležitost pro budoucí útok. Vztah mezi Ruskem a Japonskem se postupně vyhrocoval, jelikož Rusko porušilo dohodu o neútočení a spolupráci. Před vypuknutím rusko-japonské války Korea vyhlásila neutralitu. Po tomto prohlášení byla do Koreje vyslána delegace, která měla za úkol přimět Koreu k podepsání významného dokumentu. V tomto dokumentu sice bylo obsaženo, že Japonsko respektuje nezávislost Koreje, ale zároveň požadoval stálý japonský dohled nad správou v Koreji. Rusko-japonská válka (1904 – 1905) proběhla opět ve znamení japonského vítězství. Zprostředkovatelem při podpisu mírové smlouvy mezi oběma zeměmi byl sám prezident USA Theodore Roosevelt. Tato tzv. Portsmouthská smlouva, podepsaná roku 1905, mimo jiné obsahovala i článek o tom, že vláda ruského carství bere na vědomí hlavní japonské politické, vojenské a ekonomické zájmy v Koreji. Podepsání Taft-Kacurova memoranda v tomtéž roce s USA zajistilo Japonsku souhlas i tohoto imperialistického státu s neomezeným ovládnutím Koreje (výměnou za uznání amerických zájmů na Filipínských ostrovech).

## Japonská okupace
Mezi lety 1910 a 1945 byla Korea ovládnuta Japonským císařstvím. Smlouvou z roku 1905 byla Korea vyhlášena japonským protektorátem a v roce 1910 anektována, čímž ukončila více než pět set let dlouhou vládu dynastie Čoson. Korea byla Japonskem spravována až do konce 2. světové války. V průběhu okupace Japonci páchali množství zločinů na korejském obyvatelstvu a ze strany Korejců se proti japonské nadvládě uskutečnilo množství protestů.

## Rozdělení Koreje

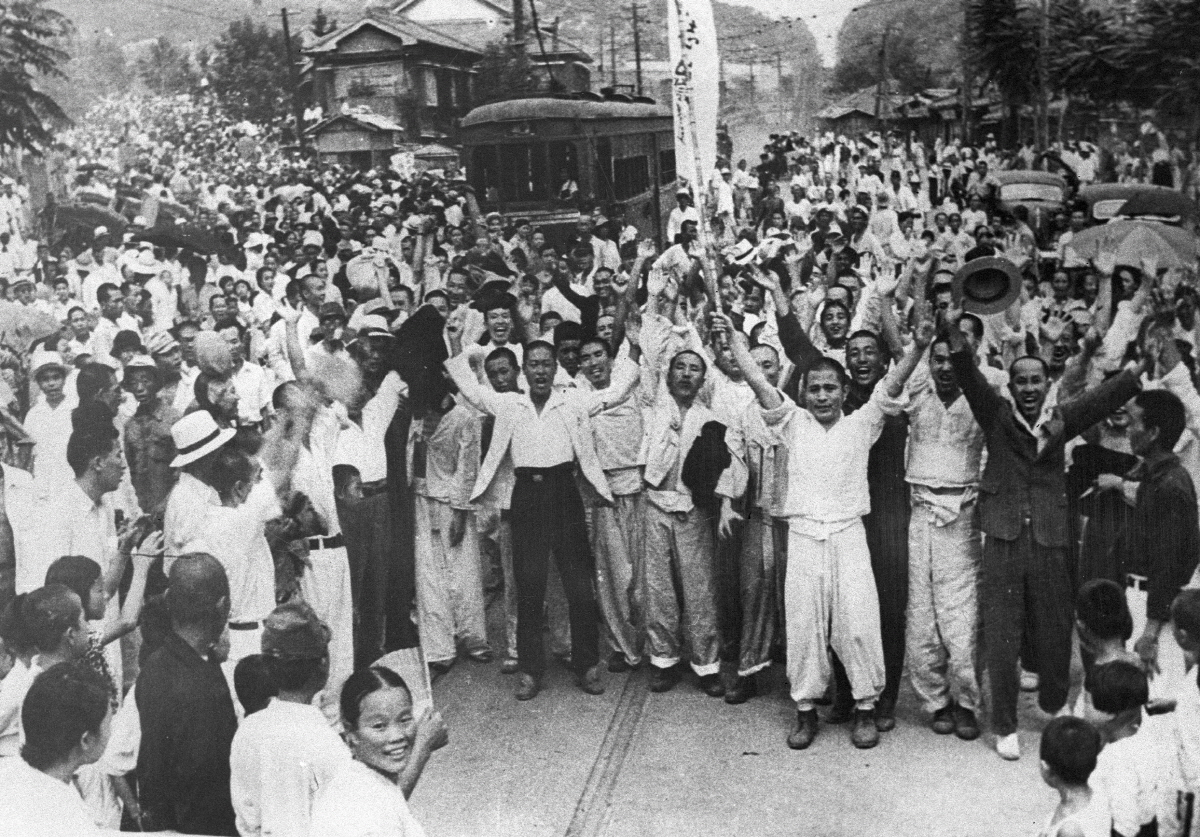
Osvobození Koreje

Na Káhirské konferenci 22. listopadu 1943 bylo dohodnuto, že Korea po válce získá nezávislost a později v Jaltě, že si čtyři mocnosti rozdělí poručnictví nad Koreou. 9. srpna 1945 vstoupily sovětské tanky do Koreje ze Sibiře, ale nesetkaly se s žádným odporem. Japonsko kapitulovalo 15. srpna.
Bezpodmínečná kapitulace Japonska, spolu s novým rozložením moci a ideologií, vedla k rozdělení Koreje do dvou okupačních zón, které začalo 8. září 1945. USA spravovaly jižní část, SSSR severní část a obě byly rozděleny podle 38. rovnoběžky. Korejská prozatímní exilová vláda byla ignorována, především kvůli americkým obavám z toho, že byla komunisticky orientovaná. Toto rozdělení mělo být pouze dočasné a Korea měla být vrácena korejskému lidu poté, co by USA, SSSR, ČLR a Spojené království dosadily vhodnou vládu.
V prosinci 1945 se sešla konference v Moskvě zaměřená na vyřešení korejské otázky. Bylo diskutováno pětileté poručnictví a byla ustavena společná americko-sovětská komise. Komise se občasně setkávala v Soulu, ale jednání o vytvoření vlády uvázla na mrtvém bodě. V září 1947 proto USA předložily tuto otázku Valnému shromáždění OSN.
Jednání však selhala a 12. prosince 1948 uznalo Valné shromáždění OSN Korejskou republiku (Jižní Koreu) jako jedinou právoplatnou vládu Koreje. Severní a Jižní Korea se staly oddělenými státy s diametrálně odlišnými politickými, ekonomickými a sociálními systémy.
Informace o dějinách Koreje po roce 1948 naleznete v článcích Dějiny Severní Koreje a Dějiny Jižní Koreje.

## Korejská válka

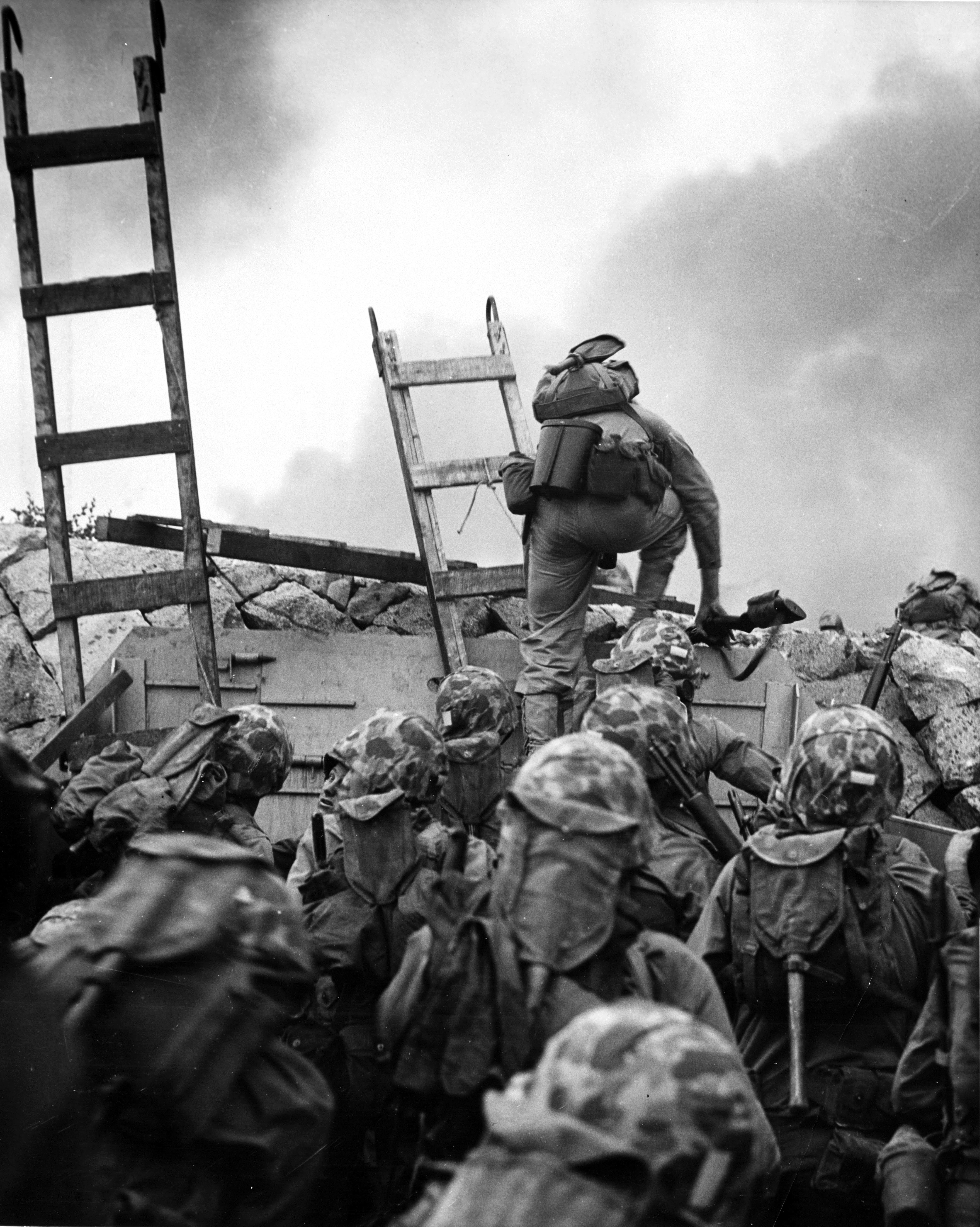
Američtí vojáci při vylodění v Inčchonu

V důsledku selhání svobodných voleb v obou částech poloostrova v roce 1948 se vzájemné odcizení obou částí poloostrova prohloubilo. Na severu byl ustanoven komunistický režim vedený Kim Ir-senem, zatímco na jihu byl ustanoven formálně demokratický režim. Napětí mezi oběma vládami se stupňovalo i přes pokračující rozhovory o znovusjednocení. Incidenty na společné hranici se stupňovaly. 25. června 1950 situace eskalovala v otevřený konflikt, když severokorejské jednotky vpadly do Jižní Koreje. V roce 1950 Sovětský svaz bojkotoval zasedání Rady bezpečnosti OSN na protest proti zastoupení Kuomintangu – vlády Čínské republiky na Tchaj-wanu v této instituci. Absence Sovětského svazu v Radě bezpečnosti umožnila Spojeným státům prosadit rezoluci Rady bezpečnosti schvalující vojenskou intervenci v Koreji.
Spojené státy americké vyslaly na korejský poloostrov 302 483 vojáků, kteří, spolu s jednotkami dalších dvaceti států, pomohli jihokorejským jednotkám invazi odrazit. Během prvních dvou měsíců byli obránci zatlačeni do Pusanského perimetru na samém jihu poloostrova. Protiofenzíva Spojených národů zatlačila Severokorejce za 38. rovnoběžku téměř k hranici s Čínskou lidovou republikou na řece Ja-lu. Na tuto situaci reagovala Čínská lidová republika vstupem do konfliktu na straně Severokorejců. Čínské jednotky vytlačily síly OSN zpět za 38. rovnoběžku. V červenci 1951 se původně dynamické boje změnily ve statickou zákopovou válku kolem 38. rovnoběžky. Boje skončily 27. července 1953, kdy byla podepsána dohoda o příměří, která obnovila hranici kolem 38. rovnoběžky a vytvořila Korejské demilitarizované pásmo. Sovětský svaz po celou válku výrazně materiálně podporoval armády Čínské lidové republiky a Severní Koreje.